# 辻美優、花房里枝、高橋美衣の美声女学園♪ 放課後ラジオ部
辻美優、花房里枝、高橋美衣の美声女学園♪放課後ラジオ部（つじみゆう、はなふさりえ、たかはしみいのびせいじょがくえんほうかごラジオぶ）は、文化放送制作のラジオ番組である。
2014年4月4日放送開始。

## 概要
「第1回全日本美声女コンテスト」（文化放送も後援として参加）でグランプリ・準グランプリに選ばれた「美声女」の3人が毎回様々なことにチャレンジして成長していくというプログラム。
文化放送A&Gゾーンには入っていないが、声優を扱っていることもあり、アニラジ番組に近い。

## 放送時間
開始以来、半年毎に放送時間が変更されている。
- 2014年4月4日 - 2014年9月26日 金曜日 21:30 - 22:00（ナイター中継延長時は若干の変動あり）
- 2014年10月4日（3日深夜） - 2015年3月28日（27日深夜） 土曜日 2:30 - 3:00（金曜深夜 26:30 - 27:00）
- 2015年4月5日（4日深夜） - 2015年9月27日（26日深夜） 日曜日 3:30 - 4:00（土曜深夜 27:30 - 28:00）
- 2015年10月2日 - 2016年3月18日 金曜日 19:00 - 19:30（ナイター中継編成時は休止）

## 主なコーナー
- メッセージ紹介
- 明日美人になーれ（美声女の3人が美人を目指すコーナー、クイズを行うことがあるが最後まで残った人が罰ゲームということが多い）
- ほめのし美声女（ほめ力の高い美声女をきたえるコーナー）

## パーソナリティー
- 辻美優（みゆみゆ）
- 花房里枝（フラワー）
- 高橋美衣（みいちゃん・みいたん）